# Примарна група
Примарна група је врста групе која има пресудан и далекосежан удео у социјализацији појединца. У примарној групи је релативно мали број чланова окупљених око истих заједничких циљева, вредности, ставова и интереса, а чврсто их спајају исте потребе, емоције и сентименти, као и прихватање и поштовање заједничких идеала, обичаја и норми понашања. Најпознатије примарне групе су породица, група пријатеља, група вршњака, затим суседи, разред, радни или спортски тим итд.